# Теплоходы проекта А 145
Теплоход проекта А 145 — скоростное пассажирское судно глиссирующего типа для перевозки 150 пассажиров с багажом со скоростью около 40 узлов на расстояние до 200 миль в светлое время суток в прибрежной морской зоне. Мореходные качества теплохода обеспечивают возможность эксплуатации судна при волнении моря до 4 баллов без ограничения мощности и до 5 баллов на пониженной скорости.
Остойчивость и непотопляемость судна при всех эксплуатационных случаях удовлетворяет требованиям Правил «Bureau Veritas» (BV)
Высокие манёвренные качества судна обеспечивает джойстиковое управление водомётными движителями.
При выходе из строя одного двигателя судно имеет возможность маневрирования и движения со скоростью около 10 узлов (при свободном вращении водомётного движителя).

## История создания
Проект А145 разработан конструкторами ООО «Агат Дизайн Бюро» (г. Санкт-Петербург) в развитие проекта А45 «Лена» с учётом требований французского классификационного общества Bureau Veritas и Правил Российского морского регистра судоходства

## Конструкция
Корпус изготовлен из коррозионностойкого алюминиевомагниевого сплава марки АМГ 1561. Главные двигатели: 2 x MTU 16V2000M72, мощностью 2 х 1440 кВт, производства германской фирмы MTU Friedrichshafen. Движительный комплекс: 2 водомётных движителя ВД 525М производства ОАО «Зеленодольский завод имени А. М. Горького».
Разработанный ООО «Агат Дизайн Бюро» гидродинамический комплекс, включающий геометрию подводной части корпуса, систему автоматически управляемых интерцепторов, водомётные движители с водозаборниками, расположенными перед кормовым реданом, обеспечивает «платформе», при сравнительно малой осадке (0,62 — 0,91 м), возможность рационально сочетать такие характеристики, как высокая скорость (40 узлов), высокие мореходные качества и топливная экономичность.
По коэффициенту транспортной эффективности (расход топлива на пройденный километр и вес судна), который наиболее объективно описывает проекты, разработанные в разные периоды и по разным «Правилам», суда проекта А 145 превосходят суда на подводных крыльях («Комета», «Колхида», «Катран») на 5-9 %.

## Обитаемость
Высокий уровень обитаемости и комфорта пребывания пассажиров на борту судна проекта А 145 во время рейса обеспечивается современным интерьером, рациональными компоновочными решениями, сравнительно высокими удельными площадями и объёмами салона, уровнем технического совершенства судна, удобными креслами с откидывающимися столиками, видео-аудио обслуживанием и возможностью организации питания пассажиров на борту.
Под сидениями кресел хранятся спасательные жилеты
В кормовой части судна предусмотрены 3 санузла, в том числе один из них — для инвалидов.
В средней и кормовой частях салона предусмотрены места для размещения багажа. Над креслами расположены багажные полки, в которые интегрированы воздуховоды системы кондиционирования воздуха.
В надстройке расположено помещение для отдыха экипажа.
По параметрам шума и вибрации, параметрам перегрузок, воздействующих на человека и вызывающих «морскую болезнь», судно проекта А 145 соответствует всем установленным международным требованиям и стандартам.

## Производство
Суда постройки Зеленодольского ССЗ:
| Название           | ИМО № | Зав. № | Спущен на воду | Передан флоту | Заказчик                       | Прим.                            |
| ------------------ | ----- | ------ | -------------- | ------------- | ------------------------------ | -------------------------------- |
| Рем Вяхирев        |       | 211    | 17.08.2011     | 11.09.2013    | ЯНАО                           |                                  |
| Виктор Черномырдин |       | 212    | 26.05.2012     |               | ЯНАО                           |                                  |
| Zelenodolskiy 214  |       | 214    |                | 12.2017       | ОАЭ                            |                                  |
| Ак Барс            |       | 215    |                | 24.05.2016    | Холдинговая компания «Ак Барс» | Комфортабельный разъездной катер |
| Zelenodolskiy 216  |       | 216    |                | 12.2017       | ОАЭ                            |                                  |

Также, по состоянию на май 2017 года на керченском заводе «Залив» строятся три судна проекта A-145: два в обычном исполнении и один в круизном.